# Повернення каретки
Повернення каретки (англ. Carriage return, CR) — керівний символ або механізм, призначений для повернення каретки друкувального пристрою на початок рядка. Повернення каретки тісно пов'язане зі зміною рядка (LF, line Feed) і розумінням нового рядка.

## Каретка
Каретка є однією з основних частин друкарської машинки. На ній розташовані всі важелі і прилади, якими орудує друкарка в роботі. У каретку, на її вал, вставляється папір, що рухається разом з нею строго горизонтально ліворуч, що необхідно для отримання рівного друкованого рядка. Для забезпечення однакової відстані між літерами рядка, каретка після кожного натискання клавіш клавіатури посувається на однакову відстань, що зветься кроком письма (2,684 мм), і спиняється відповідним пристроєм.
Каретка рухається ліворуч (під час друкування) завдяки головній пружині, що кріпиться позаду машинки та з'єднана з кареткою тягою (тасьма, ремінець, жила). Для початку нового рядка каретку пересували праворуч рукою (в суто механічних машинках), а пізніше автоматично (в електричних). Клавішу, що виконувала цю дію, зазвичай позначали «CR» (англ. carriage return) або знаком «↵» (U+21B5) для неангломовних.

## Комп'ютери і принтери
Вже 1901 року код Бодо містив окремі знаки повернення каретки і нового рядка.
Повернення каретки і переведення рядка було розділено з двох причин:
- Саме собою повернення каретки надавало можливість друку нового рядка поверх наявного. Цим користувалися для отримання напівжирного шрифту, підкреслень, знаків під наголосом, закресленого тексту і деяких складених знаків.
- Механічні друкувальні пристрої були занадто повільні, щоб повертати каретку на той час, поки вони обробляли один знак. Щоб не марнувати час, потрібний для зміни рядка, повернення каретки завжди проводилося першим, до переведення рядка.